# Jazian Gortman
Jazian Gortman, född 14 mars 2003 i Columbia i South Carolina, är en amerikansk professionell basketspelare (PG) som spelar för Dallas Mavericks i National Basketball Association (NBA).
Han blev aldrig NBA-draftad.